# 普通白尾蜻
普通白尾蜻（学名：Plathemis lydia）是蜻蛉目下的一种蜻蜓
，
分布于美国与加拿大南部
。

## 成虫描述
雄性的翅膀有黑色条纹和斑点。年轻的雄性身体呈棕褐色，成熟后会变色：先为浅蓝，最后几乎完全变白。雌性的翅膀上共有十二个黑色斑点，腹节呈褐色加黄色边条

:136-137。

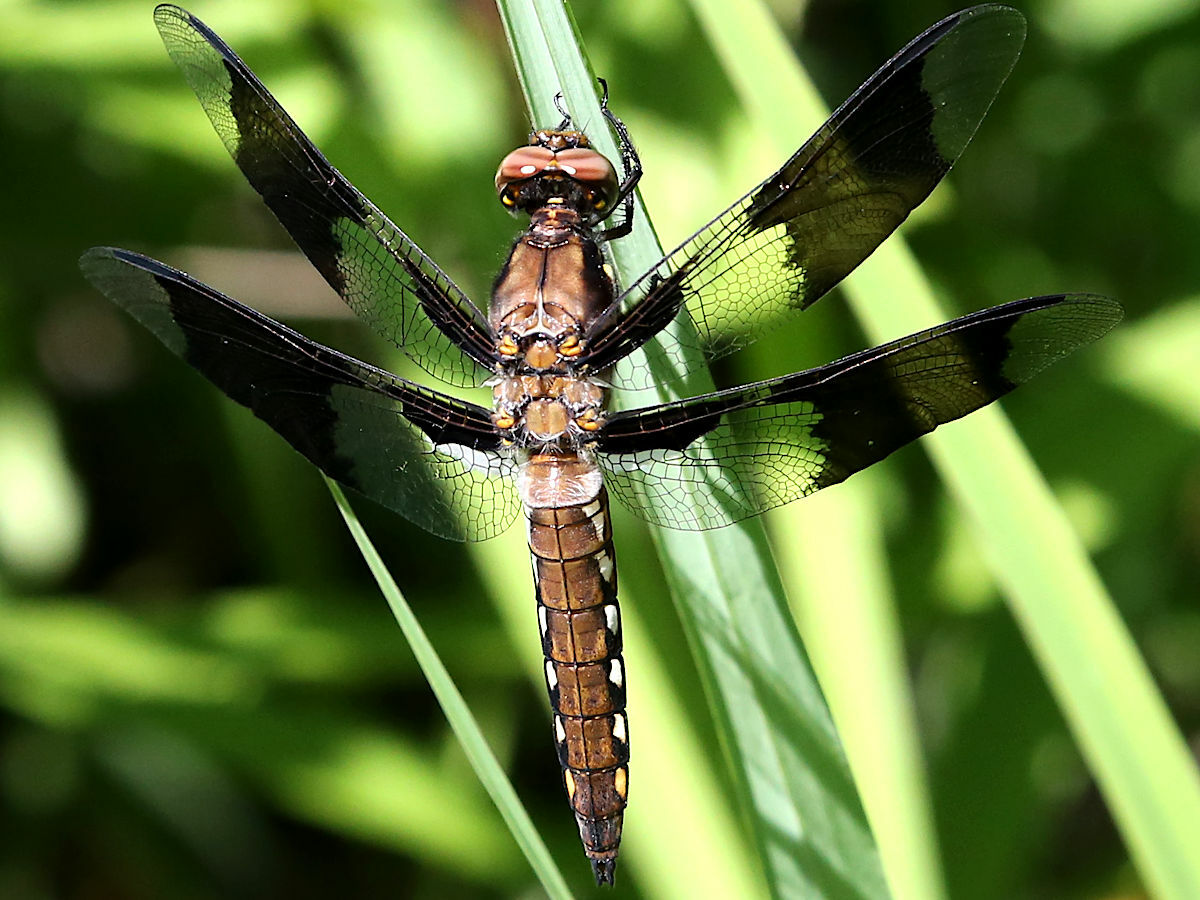
未成熟雄性
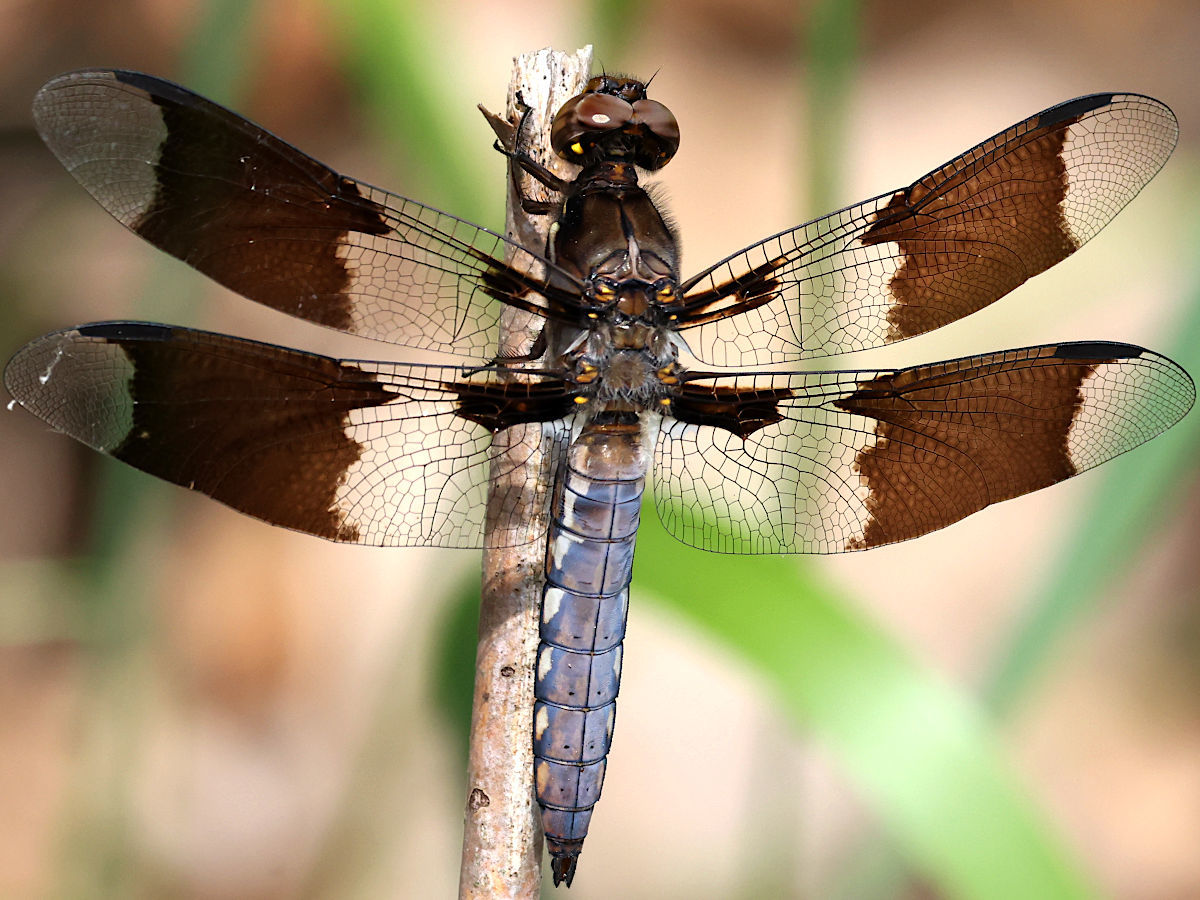
将成熟雄性
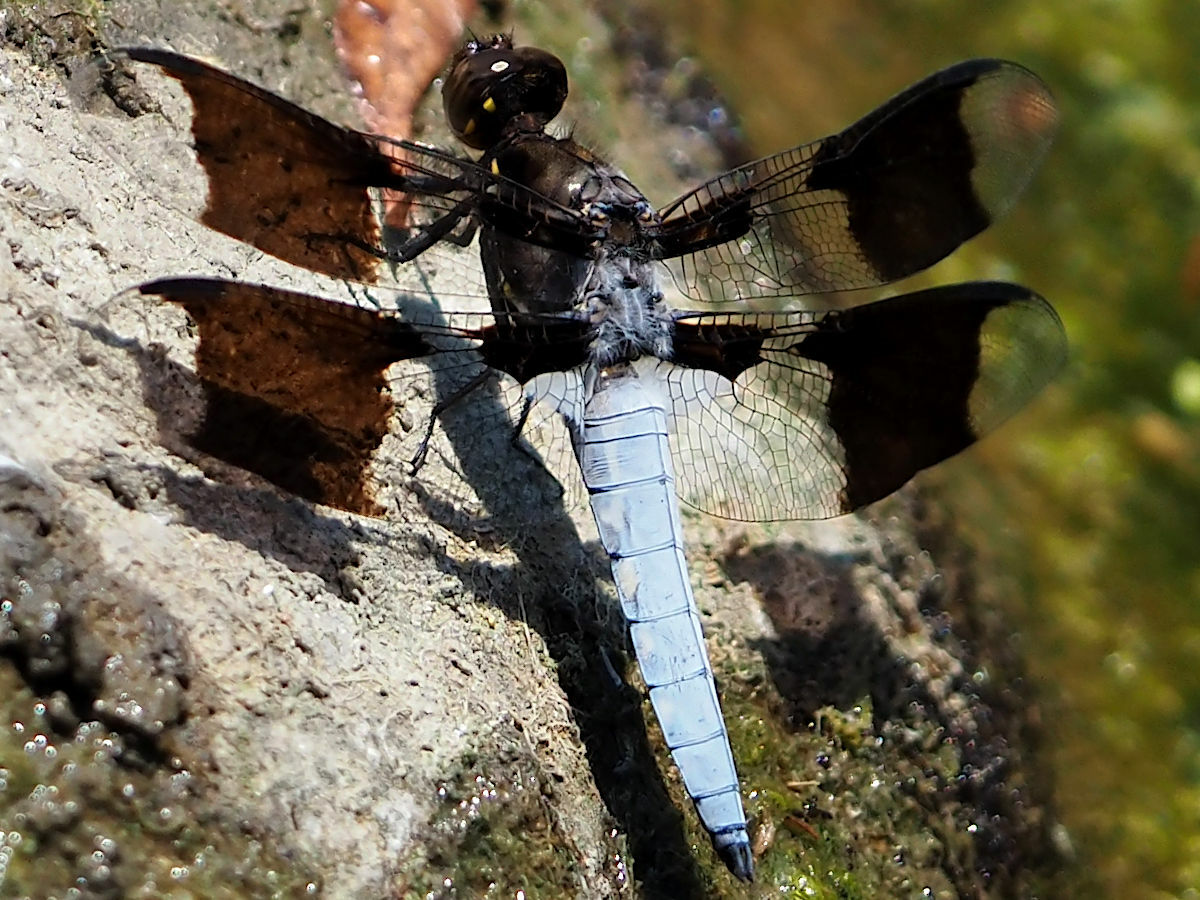
全成熟雄性

## 繁殖
交配时一对成虫会先「串连」起来：雄虫以它腹节后的鳍足抓住雌虫的头部和胸节之间，形成串连（tandem）。然后雌虫把她的腹节弯曲至雄虫腹节的第二、三节去取精子；这对便形成一个「轮」（wheel）。
:5
。
受精后，雌虫会在水面上產卵：她用她的腹节后端将她的卵泼到水里，雄虫则在旁飞行巡逻以便看守
:6。 

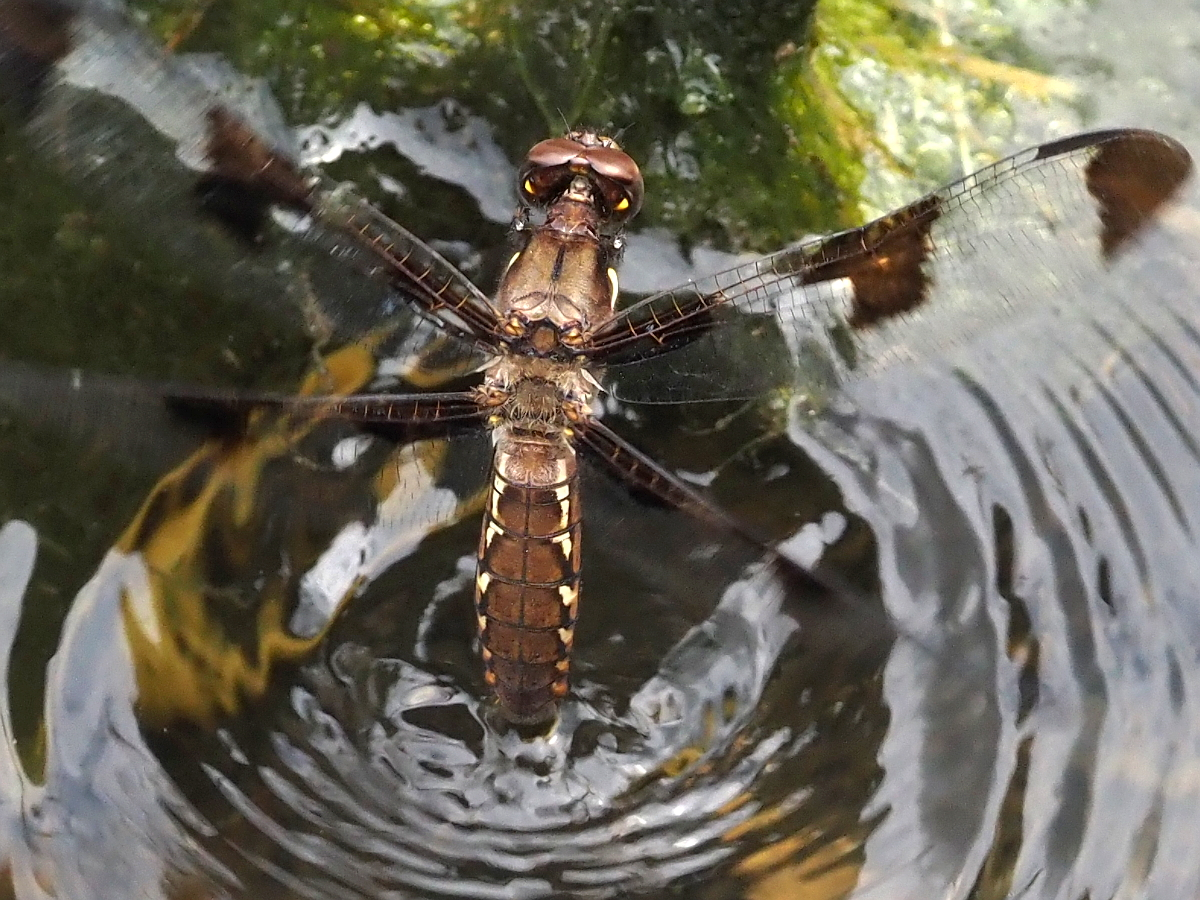
雌性產卵
- 守护產卵